# Colsterdale Waterworks Light Railway
| Hunslet-Lokomotive Leeds No. 1 der Leeds Corporation vollbesetzt mit Soldaten der Leeds Pals                                                                                      |                     |                     |                     |
| Streckenverlauf im Bereich des Bahnhofs Masham, 1929 Ehemaliger Streckenverlauf auf einer OpenStreetMap-Karte                                                                     |                     |                     |                     |
| Streckenlänge: | 9,7 km              |                     |                     |
| Spurweite: | 610 mm (2-Fuß-Spur) |                     |                     |
| |                     |                     |                     |
| \| \| \| NER-Bahnhof Masham \| \| \| \| Masham \| \| \| \| Fearby \| \| \| \| Healy \| \| \| \| Leighton Bridge \| \| \| \| Leighton Reservoir \| \| \| \| Roundhill Reservoir \| |                     |                     |                     |
| Kopfbahnhof Streckenende (Strecke außer Betrieb) |                     | NER-Bahnhof Masham  | NER-Bahnhof Masham  |
| Kopfbahnhof Streckenanfang (Strecke außer Betrieb) |                     | Masham              | Masham              |
| Haltepunkt / Haltestelle (Strecke außer Betrieb) |                     | Fearby              | Fearby              |
| Haltepunkt / Haltestelle (Strecke außer Betrieb) |                     | Healy               | Healy               |
| Brücke über Wasserlauf (Strecke außer Betrieb) |                     | Leighton Bridge     | Leighton Bridge     |
| Bahnhof (Strecke außer Betrieb) |                     | Leighton Reservoir  | Leighton Reservoir  |
| Kopfbahnhof Streckenende (Strecke außer Betrieb) |                     | Roundhill Reservoir | Roundhill Reservoir |

Die Colsterdale Waterworks Light Railway war eine 9,7 km lange Feldbahn mit einer Spurweite von 610 mm (2 Fuß) vom Bahnhof Masham zum Roundhill Reservoir und Leighton Reservoir in North Yorkshire in England.  Sie wurde von 1901 bis 1932 betrieben.

## Streckenverlauf

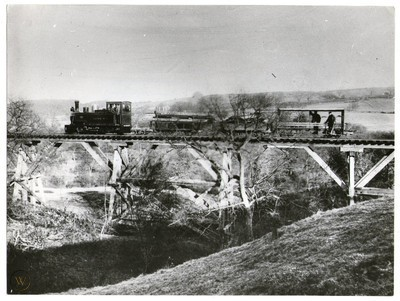
Hunslet-Dampflokomotive Leeds No 1 auf der Leighton Bridge

Die Strecke führte vom Nordende des Bahnhofs Masham der North Eastern Railway, an dem es eine Umladestation von der Normalspur- auf die Schmalspurbahn gab, zum Leighton Reservoir, einem Stausee, dessen Wasser über den River Burn in den River Ure abfließt. Der Stausee liegt neben dem Roundhill Reservoir etwa 6,4 km westlich von Masham.

## Bau- und Betriebsgeschichte
Die Feldbahn wurde um 1901 errichtet, um Baumaterial für den Bau des Staudamms zu transportieren. Sie wurde anfangs von der Harrogate Corporation beim Bau des Roundhill Reservoirs betrieben. Später wurde sie auch von der Leeds Corporation genutzt, die unterhalb davon das Leighton Reservoir baute.
Die beiden Baugesellschaften vereinbarten 1905 mit der North Eastern Railway (NER), nördlich der Straße von Marsham nach Melmerby auf der gegenüberliegenden Seite des Normalspur-Kopfbahnhofs eine Umladestation zu errichten. Dafür wurde ein normalspuriges Abstellgleis in die Umladestation verlegt. Die Bauarbeiten der Leeds Corporation begannen 1908. 1910 erwarb sie die Feldbahn der Harrogate Corporation, nachdem diese das Roundhill Reservoir fertiggestellt hatte.
In einem abgelegenen Gebiet namens Breary Banks im Colsterdale, westlich von Masham, wurde ein Lager für die Bauarbeiter, die den Stausee bauten, errichtet. Es wurde aber aufgegeben, nachdem eine mysteriöse Spalte im Becken des Stausees aufgetreten war, woraufhin die Bauarbeiter an eine andere Baustelle verlegt wurden.
Nach Ausbruch des Ersten Weltkrieges wurde die Feldbahn für militärische Zwecke beschlagnahmt und daraufhin verlängert. Das 15. Bataillon des West Yorkshire Regiments, die sogenannten Leeds Pals, übernahm im September 1914 das Lager als Trainingslager und bereitete sich dort auf den Einsatz im Ersten Weltkrieg vor. Im Dezember 1915 wurden die Leeds Pals nach Ägypten verlegt.
1915 wurden die Bauarbeiten am Stausee vorübergehend eingestellt. Das Militärlager wurde ab Januar 1917 als Kriegsgefangenenlager für deutsche Kriegsgefangene verwendet. 1919 wurden die Bauarbeiten wieder aufgenommen. Die Feldbahn wurde erst in den frühen 1930er Jahren abgebaut, einige Jahre nach Vollendung der Bauarbeiten.